# سوری (داکوتای شمالی)
سوری(به انگلیسی: Surrey) شهری در ایالت داکوتای شمالی کشور ایالات متحده آمریکا است که جمعیت آن در سرشماری سال ۲۰۱۰ میلادی، ۹۳۴ نفر بوده‌است.